# Puig d'en Caselles
El Puig d'en Caselles és una muntanya de 628 metres que es troba al municipi de Tordera, a la comarca de lAlt Maresme.